# Trapezicepon amicorum
Trapezicepon amicorum là một loài chân đều trong họ Bopyridae. Loài này được Giard & Bonnier miêu tả khoa học năm 1888.